# Andrea Schiavone
Pour les articles homonymes, voir Schiavone.

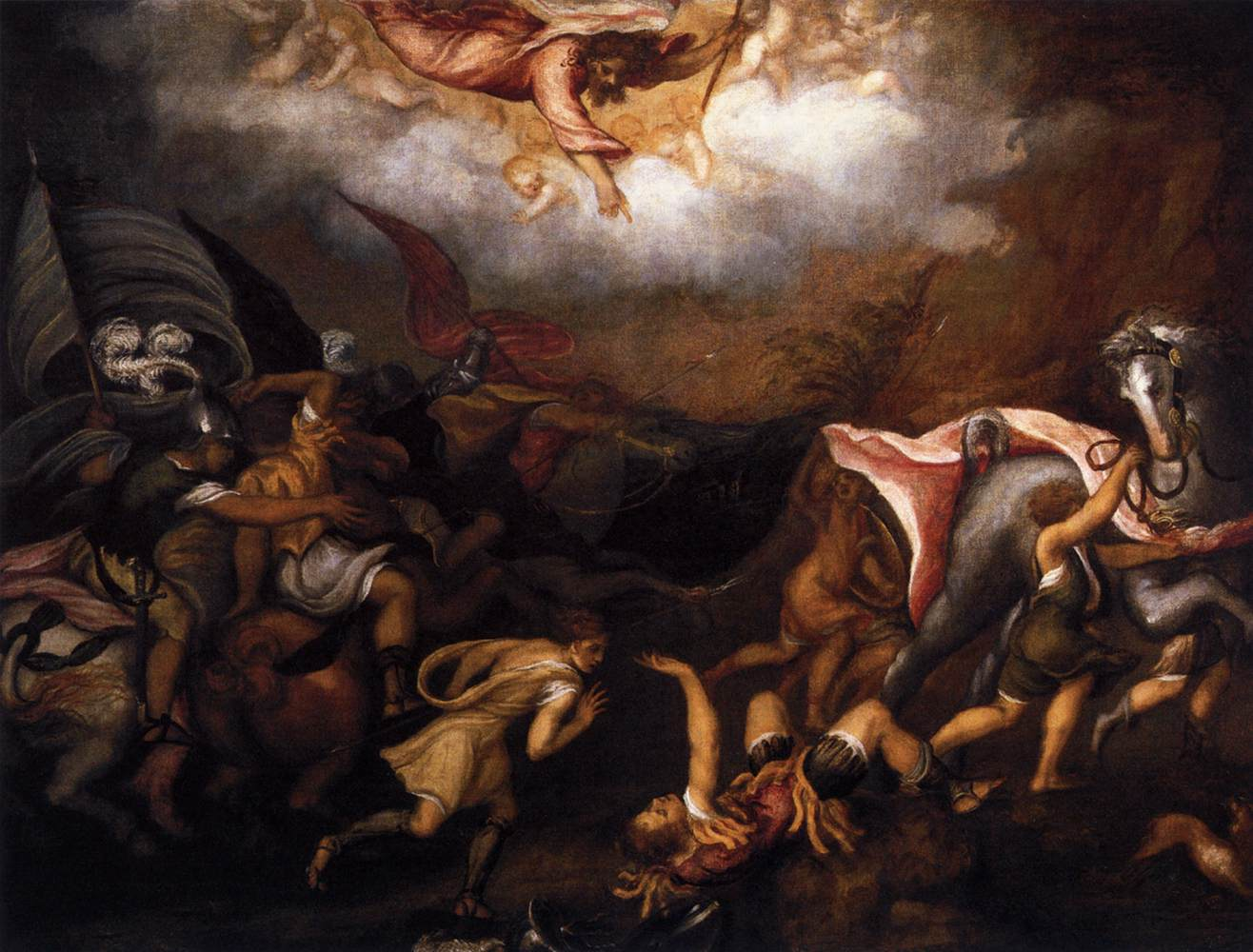
Conversion de saint Paul

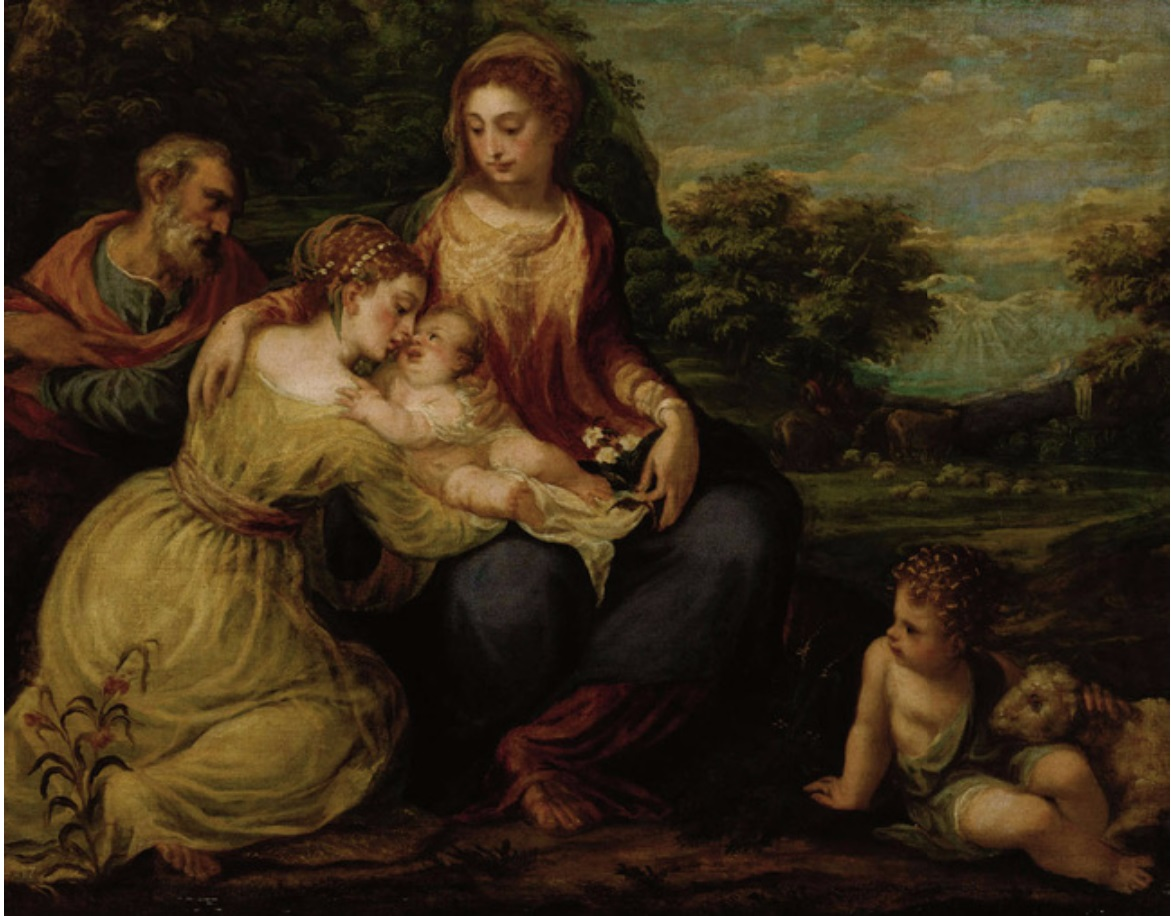
Sainte Famille et sainte Catherine (1552), Vienne

Andrea Meldolla, dit Andrea Schiavone, Lo Schiavone ou Andrija Medulić, est un peintre et graveur italien, né à Zara vers 1510-1515 et mort en 1563. Maniériste de l'école vénitienne, il a produit une œuvre remarquable par ses coloris audacieux.

## Biographie
Il est le fils d'un commandant de garnison d'un poste avancé, d'une famille originaire de la petite ville de Meldola, au sud de Forlì en Romagne, où elle va ensuite s'installer.
Il est formé dans l'entourage du Titien puis est influencé par le style de Véronèse, et apporte à la culture picturale de Venise  les nouveautés toscano-romaines autant par ses gravures que par ses tableaux.
Entre 1556 et 1557, il fait partie de l'équipe montée par Titien et Jacopo Sansovino pour la décoration du plafond du salon de la nouvelle bibliothèque Marciana, sur la Place Saint-Marc. Vingt et un tondi furent répartis en sept groupes de trois toiles, confiés à sept peintres différents, venus de différentes régions. Il est le dernier en partant de l'entrée.
Il décora également par de nombreuses fresques les palais vénitiens et les villas du territoire vénitien, mais elles ont  disparu aujourd'hui. Il reste à Venise, ses tondi de la bibliothèque et la série des toiles des Carmini.

## Œuvres
- La Conversion de Saül[4] (1540-1545), toile, 205 × 265 cm, Pinacothèque de la Fondation Querini-Stampalia[5]
- Le Jugement de Midas (1548-1550), Royal Collection, Londres
- Le Christ dans la maison de Jaïrus (vers 1549-1550), huile sur toile, 107,3 × 174,6 cm, Musée des beaux-arts de Caen.
- Ange de l'Annonciation et Vierge de l'Annonciation pour le buffet d'orgue de l'église San Pietro, Belluno
- Adoration des mages de la tribune des chantres, église Santa Maria del Carmine, Venise
- Mariage de Cupidon et Psyché, Metropolitan Museum of Art, New York
- Figures mythologiques, National Gallery, Londres
- Adoration des mages, Bibliothèque Ambrosienne, Milan
- Adoration des bergers et autre scène biblique, Galerie Palatine, Palais Pitti à Florence
- Entrée du Christ à Jérusalem, musée Magnin, Dijon
- Nombreux dessins au département des Arts graphiques du musée du Louvre, Paris
- Diane découvrant la grossesse de Callisto, Musée de Picardie, Amiens
- Kunsthistorisches Museum Databank, Vienne :
  - Naissance de Jupiter
  - Apollon et Daphné
  -  Apollon et Amour
  - Sainte famille avec saint Jean-Baptiste enfant et sainte Catherine
  - Aristote en astronome
  - Archimède en architecte
  - Ermite lisant